# Hibbertia baudouinii
Hibbertia baudouinii är en tvåhjärtbladig växtart som beskrevs av Adolphe-Théodore Brongniart och Gris. Hibbertia baudouinii ingår i släktet Hibbertia och familjen Dilleniaceae. Inga underarter finns listade i Catalogue of Life.